# Martijn Smit
Martijn Erasmus Smit (Edam, 2 mei 1963) is een Nederlands politicus en bestuurder. Sinds 18 mei 2017 is hij burgemeester van Beverwijk.

## Biografie
Zijn grootvader was een baggeraar zonder opleiding die 16 jaar lang in de avonduren in de gemeente Edam wethouder was voor de Sociaal-Democratische Arbeiderspartij (SDAP; voorganger van de PvdA) en zijn vader, Piet Smit, was van 1965 tot 1984 in West-Friesland PvdA-burgemeester. Smit zelf ging op zijn zeventiende na de mavo werken in de bouw. Op zijn drieëntwintigste ging hij bij de gemeente werken op de postkamer.
Hij volgde naast zijn werk de Hogere Bestuursdienstopleiding in milieurecht aan de Bestuursacademie Nederland en studeerde hij Recht en openbaar bestuur aan de Open Universiteit. Twee keer, met daar tussenin een onderbreking van vier jaar, was hij gemeenteraadslid in Edam-Volendam voor hij daar namens de PvdA wethouder werd. Als zodanig maakte hij de cafébrand van Volendam mee die plaatsvond in de nieuwjaarsnacht van 2000 op 2001 en waarbij 14 mensen omkwamen.
Na ruim vijf jaar wethouderschap werd Smit op 15 juni 2005  burgemeester van Zeevang. Vanaf maart 16 maart 2010 was hij de burgemeester van de gemeente Wijdemeren. Tot dan was Karen Heerschop daar waarnemend burgemeester en zij werd na zijn benoeming in Wijdemeren waarnemend burgemeester in Zeevang.
In maart 2017 werd Smit voorgedragen om burgemeester van Beverwijk te worden en die benoeming is ingegaan op 18 mei 2017. Smit was lid van de PvdA, maar zei in een interview in 2022 dat hij zijn lidmaatschap van die partij had opgezegd.
In september 2022 kondigde Smit aan dat hij in 2023 niet beschikbaar was voor een nieuwe termijn als burgemeester van Beverwijk. In december dat jaar kwam hij daarvan terug. Smit is ook voorzitter van de raad van toezicht van het Atlas College, de Stichting Onderwijshuisvesting Hoorn en mede-eigenaar/directeur van Smit-Gardenier B.V.
Smit is vader van twee kinderen.